# Carrefours de l'éducation
Carrefours de l'éducation est une revue scientifique francophone à comité de lecture qui publie des articles dans le domaine des sciences de l'éducation.

## Présentation
Fondée en 1996, Carrefours de l'éducation est une revue universitaire francophone de sciences de l’éducation et de la formation à parution semestrielle. Son comité de rédaction est composé d’enseignants-chercheurs, relevant majoritairement de la 70e section du Conseil national des universités (CNU). Le titre Carrefours de l’éducation est la propriété de l’association Éducation 3000, Armand Colin en est l’éditeur depuis 2012.

## Processus de publication
Les articles sont publiés au terme d’une pré expertise par le comité de rédaction et, comme dans toute revue à caractère scientifique, d’une expertise en double aveugle auprès d’un comité de lecture international.

## Historique succinct, moments charnières et éditeurs successifs
Dans les années 1980, les sciences de l’éducation se développent à l’Université de Picardie Jules Verne (UPJV) d’Amiens. Les premiers universitaires, affectés au département de psychologie de la faculté de philosophie, proposent une première publication locale : le Bulletin de l’Institut de formation et de recherche amiénois en sciences de l’éducation (IFRASE - 1986-1987).   
Une dizaine d’années plus tard, en mars 1996, le Centre régional de documentation pédagogique d’Amiens (CRDP) édite le premier numéro de la revue Carrefours de l’éducation. En 1998, la revue n’est pas jugée suffisamment pédagogique pour bénéficier de la labellisation du Centre national de documentation pédagogique (CNDP). Il en sera de même en 2001. Dans cette période, le CRDP se retire progressivement du financement de Carrefours de l’éducation qui engage un partenariat avec l’Institut universitaire de formation des maîtres (IUFM) de l’académie d’Amiens. Carrefours de l’éducation, structure son comité de rédaction et maintient son orientation universitaire.
En 2004, date du retrait du CRDP, la revue devient son propre éditeur. Les enseignants-chercheurs vont assumer l’ensemble des tâches en attendant de trouver un nouvel éditeur. En 2008, la revue est disponible sur la plate-forme numérique cairn.info.
En 2012, une convention de publication est signée avec Armand Colin qui est désormais l’éditeur de la revue, la responsabilité scientifique étant assurée par le comité de rédaction.